# Cascades (Wirginia)
Cascades – jednostka osadnicza w Stanach Zjednoczonych, w stanie Wirginia, w hrabstwie Loudoun.